# Gheorghe Ene (Fußballspieler)
Gheorghe Ene (* 21. Januar 1937 in Bukarest; † 6. April 2009) war ein rumänischer Fußballspieler und -trainer. Er bestritt insgesamt 227 Spiele in der ersten rumänischen Fußballliga, der Divizia A. Um Verwechslungen mit seinem Namensvetter Alexandru Ene zu vermeiden, wurde er in der rumänischen Sportpresse als Ene II geführt.

## Karriere als Spieler
Die Karriere von Gheorghe Ene begann in seiner Heimatstadt Bukarest im Jahr 1955 bei Voința Bukarest (später Progresul CPCS) in der Divizia B. Im Jahr 1956 verpflichtete ihn der Erstligist Locomotiva Bukarest (heute Rapid Bukarest). Im Laufe der Saison 1957/58 wurde er zum Stammspieler. Den großen Durchbruch schaffte er ein Jahr später, als er sich mit 17 Treffern die Torjägerkrone 1959 sichern konnte.
Während Ene bei Rapid vergeblich darauf wartete, mit der Mannschaft einen Titel zu gewinnen, änderte sich dies schlagartig mit seinem Wechsel zum Lokalrivalen Dinamo Bukarest im Jahr 1960. Reichte es in der Spielzeit 1960/61 nur zur Vizemeisterschaft hinter Steaua Bukarest, konnte Dinamo in den Jahren 1962, 1963, 1964 und 1965 viermal in Folge die Meisterschaft erringen sowie im Jahr 1964 den rumänischen Pokal gewinnen. In der Saison 1961/62 gelang Ene mit 19 Treffern zwar die beste Ausbeute seiner Karriere innerhalb einer Saison, er musste in der Torschützenliste jedoch Gheorghe Constantin und Mircea Dridea den Vortritt lassen. Auf europäischer Ebene gelang es ihm mit seinem Verein hingegen nicht, die erste Runde im Europapokal der Landesmeister zu überstehen. Der Verein schied jeweils gegen Topklubs wie Inter Mailand und Real Madrid aus.
Nachdem Ene in der Saison 1966/67 kaum noch berücksichtigt worden war, verließ er im Jahr 1967 die Hauptstadt und wechselte zum Aufsteiger Dinamo Bacău. Ein Jahr später beendete er seine Karriere.

### Nationalmannschaft
Gheorghe Ene bestritt lediglich drei Spiele für die rumänische Fußballnationalmannschaft, ohne dabei einen Treffer erzielen zu können. Er debütierte am 15. Juni 1955 im Freundschaftsspiel gegen Schweden. Es folgte ein weiterer Auftritt am 29. September 1957 im WM-Qualifikationsspiel gegen Jugoslawien, ehe er zum letzten Mal am 8. Oktober 1961 im Freundschaftsspiel gegen die Türkei eingesetzt wurde.

## Karriere als Trainer
Nach dem Ende seiner aktiven Laufbahn wurde Ene zu Beginn der 1970er-Jahre Trainer im Nachwuchszentrum von Dinamo Bukarest. Zu Beginn der Saison 1978/79 wurde er Cheftrainer von Jiul Petroșani, musste aber im Oktober bereits wieder seinen Hut nehmen. Neben mehreren Stationen bei unterklassigen Vereinen wie Unirea Slobozia, Muscelul Câmpulung und CS Târgoviște betreute er zu Beginn der Saison 1983/84 Corvinul Hunedoara, wurde aber schon nach drei Spielen durch Ladislau Vlad ersetzt.

## Erfolge

### Als Spieler
- Rumänischer Meister: 1962, 1963, 1964, 1965
- Rumänischer Torschützenkönig: 1959

## Privates
Enes Bruder Daniel war ebenfalls Fußballspieler und unter anderem bei Dinamo Bukarest, Rapid Bukarest und Dinamo Pitești aktiv.